# 沒有我們的世界
《沒有我們的世界》（The World Without Us）是一部探讨如果人类突然销声匿迹，自然和人为影响的环境将会怎样变化从而适应这个没有人类的世界的非小说图书。本书作者是美国记者艾伦·韦斯曼（Alan Weisman），在2007年由出版。《没有我们的世界》的简体中文版本由赵舒静翻译，上海科学技术文献出版社出版。
《没有我们的世界》是作者对自己一篇于2005年2月发表在发现杂志上的文章《没有人的地球》("Earth Without People")的扩充。《没有我们的世界》像物理学中的思想实验一样，运用想象，描述了城市和建筑如何在人类消失以后逐渐变化最终土崩瓦解，人类制造的物品还能在地球上存在多久，余下的生命又会怎样演变进化。韦斯曼得出结论，告诉我们：在五百年之内，我们的住宅及其附近将会恢复成为森林；而放射反应堆的废料、青铜雕像、塑料制品和雕刻有四位美国总统头像的拉什莫尔山，将成为我们留给地球人类存在的最长久的证据。
威斯曼先前出版过四本书，还在杂志上发表过大量的文章.他采访过各地的学者，科学家和其他领域的专家。通过这些访谈中的语录，威斯曼解释了自然环境的效应，以及作为自己预测结果的理论支持。这本书在多个国家翻译出版。而在美国，这本书也大获成功。2007年九月的时候登上了纽约时报的畅销书排行榜第六位以及旧金山纪事报的畅销书排行榜第一位。而在2007年时代娱乐周刊所评选的10大纪实文学作品中，本书荣登榜首。

## 背景
在《没有我们的世界》之前，阿伦-威斯曼出版过四本书。包括1998年出版的以一个哥伦比亚的生态小镇为主题的《戛沃塔斯:重建世界的小镇》（Gaviotas: A Village to Reinvent the World），1999年出版的以威斯曼家族从乌克兰迁入美国为主题的《血统中的回声》（An Echo In My Blood）。威斯曼为美国的杂志和报纸做国际新闻记者，写作的同时他还在亚利桑那大学（University of Arizona）担任新闻学和拉丁美洲研究学的副教授。这个岗位让他可以只在春季学期教授一个班级，而剩下的时间威斯曼可以自由的旅行和进行学术研究。
威斯曼创作《没有我们的世界》的灵感是来源于《发现》杂志（Discover）的一个编辑，乔西·格劳修斯（Josie Glausiusz）在2004年的一个建议。这个想法在乔西·格劳修斯的脑海里盘旋了多年，在重读了一遍威斯曼94年发表在《哈泼斯》（Harper’s Magazine）杂志上的小说《穿越死地的旅程》(Journey through a Doomed Land)—— 一部描写乌克兰北部的切尔诺贝利被遗弃了八年之后的景象的小说，她邀请威斯曼为《探索》杂志撰写一个关于此的专题。威斯曼的文章《没有人的地球》发表于《发现》杂志2005年二月刊，并被《2006年美国最佳科学作品选集》（The Best American Science Writing 2006）收录 。威斯曼在文中描述了在废弃的朝韩非军事区，自然如何发展；在纽约，自然生态怎样在高楼的夹缝中生存。威斯曼在文中引用他对古生态学家所作的访谈，预测了巨型動物群将会重新出现，而类似波兰的比亞沃維耶扎原始森林（Białowieża）那样的植被将会在欧洲和美国东部扩散开去。这篇文章还提到废弃发电厂、化工厂、堤坝和油罐的未来。
威斯曼的经纪人联络了一个圣马丁托马斯邓恩出版社的编辑和出版商，希望将这篇论文扩展成一本书。在威斯曼长达23页的参考书目中，包含有他在洛杉矶时报（Los Angeles Times）上发表的两篇文章(关于持续有机物污染问题的《赤裸的星球》（Naked Planet）和关于玛雅文明的《真正的印第安纳琼斯》（The Real Indiana Jones）)，和他发表在康德纳斯特旅行者杂志（Condé Nast Traveler）上的一篇文章(关于钻石开采问题的《荒野中的钻石》（Diamond in the Wild）)，以及《发现》杂志上的《没有人的地球》。后来威斯曼周游英国、塞浦路斯、土耳其、巴拿马和肯尼亚各国进行进一步调查研究。《没有我们的世界》一书中引用了一些他和一些学者的访谈，包括与生物学家爱德华·奥斯本·威尔森（E. O. Wilson）关于朝鲜非军事地带问题，与考古学家威廉·罗斯基（William Rathje）关于垃圾场中塑料的问题，与森林植物学家奥利弗·瑞克汉姆（Oliver Rackham）关于英国植被覆盖问题 ，与人类学家亚瑟·戴玛瑞斯特（Arthur Demarest）关于玛雅文明的毁灭的问题，与古生物学家道格拉斯·欧文（Douglas Erwin）关于生物演化的问题，以及与哲学家尼克·波斯托姆关于超人类主义的问题的访谈。

## 梗概
《没有我们的世界》分为19章，还包括前言、后序、参考书目及索引。每一章都有一个新的主题，如塑料的可能结局、石油基础设施、核设施及艺术品。此书从一个科学记者的观点出发，结合了他的说明和支撑其预言的论据。全书没有一个统一的叙述性连贯的单一章节概述或主题。
威斯曼的思想实验包括两个主题：一是自然如何应对人类的突然消失，二是人类会留下什么遗产。关于没有人类时其他生物如何生存的预测，威斯曼报道的是那些人工介入极少的自然环境区域，如比亚沃维耶扎原始森林，金曼礁（the Kingman Reef）及巴尔米拉环礁（the Palmyra Atoll）。他采访了生物学家艾德华·威尔森（E. O. Wilson），并与朝鲜环境运动联盟（Korean Federation for Environmental Movement）成员一起访问了朝韩非军事区，自1953年以来就很少有人进入过那里。他通过描述史前动植物的进化过程来试图想象生命进化方式，但是他也提到了道格拉斯·欧文（Douglas Erwin）曾经告诫过：“我们不能通过观察幸存活的物种来预测五百万年后的世界”。 有些章节描述了大型动物群，威斯曼预测它们会大量繁殖。他研究了过去200年间的泥土样本并预测，若未来没有工业，重金属浓度和杂质情况。同样地，他也研究了大气中的二氧化碳浓度，研究了气候变化。

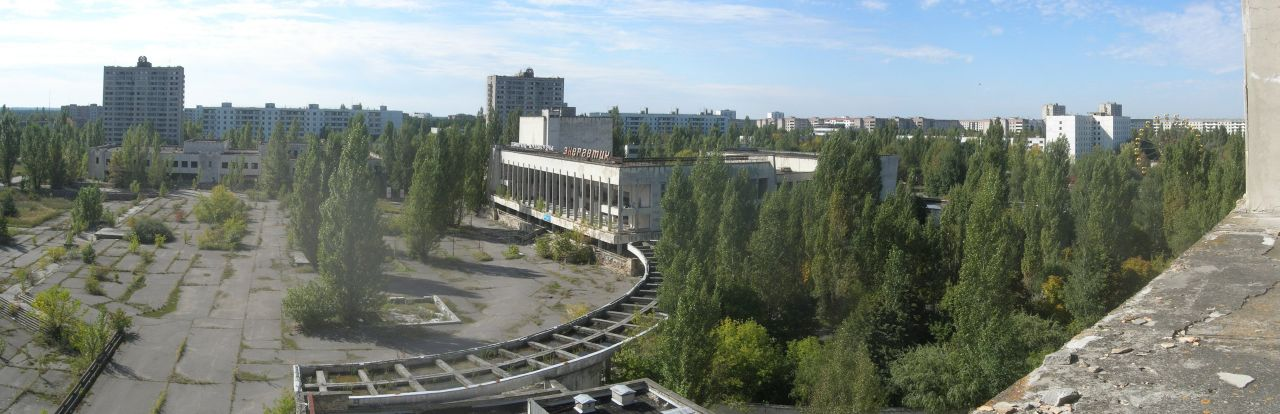
切尔诺贝利附近的弃城普里皮亚季

借助先前文章材料的帮助，威斯曼用玛雅文明命运的例子来诠释固有社会消失的可能性以及自然环境是如何在短时间内消灭社会曾经存在的证据。为了论证植物是如何覆盖人类基础设施建设的，威斯曼采访了水文学者与巴拿马运河（Panama Canal）的员工，运河需要不断保养，使丛林植物与淤泥远离水坝。为了证实废城可为自然让路，威斯曼报导了乌克兰的切尔诺贝利（与1986年废弃）及塞浦路斯的瓦罗西亚（1974年废弃）。他发现，那两个城市的建筑因受到天气带来的无法修补的损害而倒塌，同时其他生物找到了新的栖息处。在土耳其，威斯曼将处在快速成长期的伊斯坦布尔（Istanbul）的建筑施工与卡帕多西亚的一些地下城市做对比，而前者也是发展中国家大城市的代表。由于伊斯坦布尔（Istanbul）大量的住房需求，许多房屋都用触手可及的任何材料建造，因此在大地震或其他自然灾害时容易倒塌。
威斯曼以纽约市为例概述了一个缺乏维护的城市的衰败过程。他称，下水道会阻塞，地下水灌满地铁通道，公路下的土石逐渐腐蚀，造成道路塌方。采访国际野生动物协会（Wildlife Conservation Society）和纽约植物园（New York Botanical Gardens）的工作人员之后，威斯曼认为原生植被将会重新归来，自公园向外扩散，消灭外来的侵入物种。没有人类提供食物，老鼠和蟑螂也会无以为生，最终灭绝。

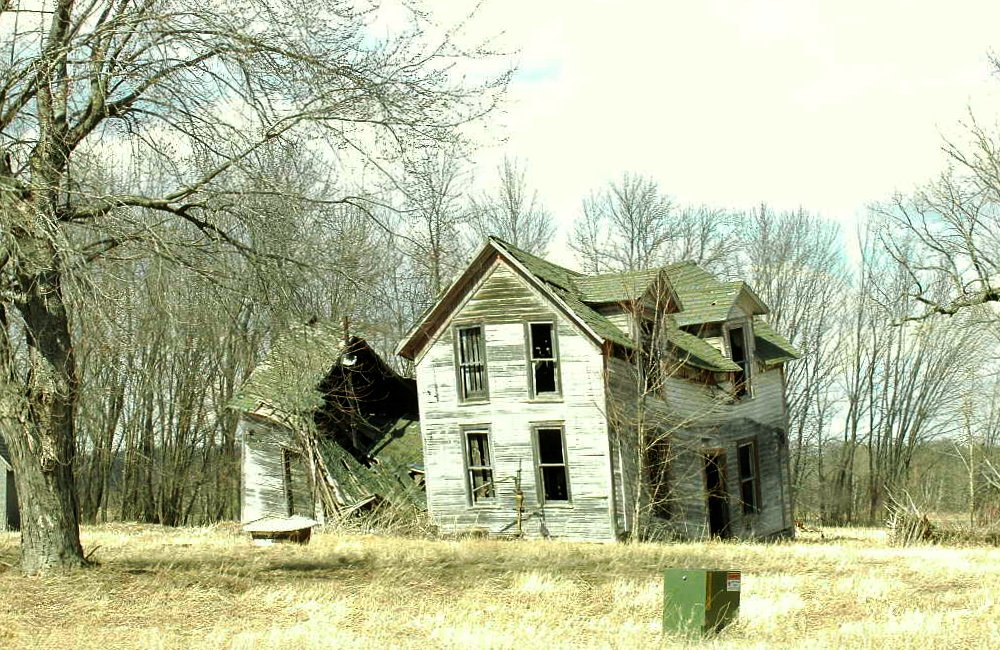
倒塌的弃房

威斯曼解释道，普通房屋会日益破损，因为积水渗进屋顶，包围防水板，腐蚀木料，锈蚀铁钉，墙体就会下陷乃至倒塌。500年后，一座房子只会剩下铝制洗碗机残片，不锈钢餐具，和塑料把手。万年之后，只有放射性材料，陶器，铜像，和总统山能够提供人类存在痕迹。而在外太空，先驅者鍍金鋁板（Pioneer plaques）（由“先驱者”探测器带往外太空，上刻有地球文明信息），旅行者金唱片（Voyager Golden Record）（由“旅行者”探测器带往外太空，上有地球文明音频信息），和人类向外太空发射的电波，它们的存在时间会比地球寿命还长。
除了讨论人类灭绝后的自然环境，威斯曼还思考了怎样的突发事件会导致人类灭绝，同时不对建筑物和自然环境造成严重伤害。他的结论是，这种假设并不存在。他还思考了超人主义（一种智力和文化运动，支持通过使用科技手段增加人的智力，生理和心理能力），人类自愿灭绝运动（Voluntary Human Extinction Movement）（这种运动认为没有人类的地球会更好，所以人类应该自觉停止繁育后代），和约翰A.莱斯利（ohn A. Leslie）的书籍《世界尽头：人类灭绝的科学与伦理》（The End of the World: the Science and Ethics of Human Extinction）。本书结尾处，威斯曼对计划生育政策提出了新的看法。他写道，他承认这项措施“严峻残酷”，“但是归根结底，任何一个过度消耗资源的物种，都会以灭绝收场。限制生育十分无情，但限制人类的消费本能更加无情。”对批评者的声音，威斯曼回应道：“我知道谈论人口问题会触动某些人的敏感神经，但是，在我们就现状的讨论中，这个问题缺失已久，而且，各国经济状况及人口增长也是我们必须这么做的动因。（原文如此）”

## 出版
该书2007年7月10日首次出版，美国的圣马丁·托马斯·邓恩图书（St. Martin's Thomas Dunne Books）、英国的维珍书籍（Virgin Books）、加拿大的哈珀柯林斯（HarperCollins）均出版了精装本。2008年7月发行了平装书。该书已被多个国家翻译出版，法国的弗拉马里翁集团（Groupe Flammarion）以Homo disparitus为题出版，德国派珀（Piper）以Die Welt ohne uns为题出版，葡萄牙埃斯特雷拉极地公司（Estrela Polar）以O Mundo Sem Nós为题，意大利埃诺迪（Einaudi）题为Il mondo senza di noi，波兰CKA出版Świat bez nas，日本早川出版社出版《人類が消えた世界》。
皮特·加尔索（Pete Garceau）为美国版本设计了封面，一位评论家这样评价：“ 一张裹着一层厚厚糖层的甜蜜努力让潜在读者没有警觉的封面。‘是的，我是一本有关环境的书。但是我无害！不，真的！’”加拿大埃伦·西普里亚诺(Ellen Cipriano)设计的版本类似于美国的版本，但其用了照片插图而不是让人放松警惕的卡通插图。国际版封面把自然环境于衰败的人造环境作对比。亚当·格鲁珀（Adam Grupper）录制的长达10个小时，由麦克米伦录音公司（Macmillan Audio）和BBC有声读物公司（BBC Audiobooks）出版的无删节英语有声读物，同时发表了精装版的书。Audiofile授予这段音频耳机奖（Earphones Award），称格鲁珀的朗读真诚和谐，并写道：“从来没有煽情趋势，总保持客观冷静，格鲁珀将一个令人沮丧的话题转变成一本让你不能不听的书”。

## 反响
该书发行之后，威斯曼开始了他的售书之旅，途径美国、加拿大各地，远至海外的里斯本和布鲁塞尔。与此同时，威斯曼接受了“每日秀”（The Daily Show）和“今日秀”（The Today Show）两大栏目的电视采访以及“周末特报”（Weekend Edition）、“谈论国家”（Talk of the Nation）、“黛安·雷姆秀”（The Diane Rehm Show）、“地球生活”（Living on Earth）及“市场”（Marketplace）、碰巧在线（As It Happens）等栏目的广播采访。该书在7月29日登上了纽约时报的纪实类畅销书排行榜第十位，连续九周位居十强之列，并在8月12日至9月9日稳居第六位。在加拿大，该书连续十周登上了环球邮报（The Globe and Mail）的纪实类畅销书排行榜，并在8月11日位居第三位。9月23日，该书在旧金山纪事报（San Francisco Chronicle）的畅销书排行榜上排名第一，连续11周位于今日美国（USA Today）150强畅销书之列，最佳排名为第48名。美国《图书馆杂志》（Library Journal）的评论员们称，此书是所有环境类图书的合集，并且此书的有声版图书收纳了大多数公共性和学术性图书馆有声图书的内容。该书在2007年《时代周刊》（Time）和《娱乐周刊》（Entertainment Weekly）的十大纪实类畅销书排行榜上名列第一，并作为“2007年度最佳图书”跻身于哈得孙（Hudson Booksellers）畅销书排行榜。在Amazon.com的“2007年度最佳图书”排行榜上，该书在全美国排名第四，在加拿大纪实类图书中排名第一。
本书描写生动、辞藻华美，此写作风格为人们所广泛接受，虽时有严厉之词，但却用词适当。即使是《华盛顿邮报》（The Washington Post）的评论员迈克尔·格伦沃尔德（Michael Grunwald）从整体上对它做出的负面评论，也称该书“简单易懂而又不失优雅”。《纽约时报书评杂志》（The New York Times Book Review）詹尼弗·舒斯勒（Jennifer Schuessler）认为，威斯曼“时用宗教语言，偶尔会冷眼指出危险，但更多是熟悉的关于生态报复的词藻。”纽约时报（The New York Times）的珍妮特·马斯林（Janet Maslin）认为该书运用了“枯燥而平淡的假设风格”，但却“出奇的琅琅上口”。
在报告技巧方面，卡米亚写道：“威斯曼的科学报告清晰易懂而又疑惑重重，这正是该书的心脏和灵魂所在”、“像在另一星球上的一个富有同情心和好奇心的观察者所写的”。诚恳家出版公司（Plain Dealer）的卡伦·龙（Karen Long）称“威斯曼运用一个优秀科学作家的准确而从容的言辞，向人们展示开拓未知领域和揭露惊心动魄的事实的本质。”
一些批评家认为缺乏人性观点削弱了该书的关联性。罗伯特·布拉伊莱（Robert Braile）在《波士顿环球报》（The Boston Globe）中写道：“没有真正的内容……虽然人们认为该书很吸引人，但除了作者错误的前提之外，整个幻想毫无依据，”迈克尔·格伦沃尔德（Michael Grunwald）同样在《华盛顿邮报》质疑该假设：对御宅族来说，解决了上帝存在性、菲姬（Fergie）热之后，想象后人类星球上出现了人类的足迹确实有趣得很，但对于其他人来说，这类记录证据的必要性我却还没有弄清。”另一方面，在《环球邮报》（Globe and Mail）书评中，阿莱那·米切尔（Alanna Mitchell）找到了社会被动性与资源枯竭和虚荣拟人化的关联。她评论道：“此书使我们从消极等死中跳脱出来，帮助我们寻找生存方式”。
这本书环境着重点同样招来一些人的批评。《美国观察家》（The American Spectator）的克里斯托弗·奥尔莱特（Christopher Orlet）写道：“环保份子顽固、极端观点的典型代表”。布拉伊莱认为该书会成为“环保人士的噩梦，批评家对环保运动的恶意中伤可能因此愈演愈烈，说他们关心自然更甚于人类。”环保人士亚历克斯·斯蒂芬（Alex Steffen）认为该书并未呈现任何新颖的观点，但是人类突然彻底消失倒是一个很好的框架，尽管此事几乎不可能，也难以引起共鸣。两位曾称该书为“血泪史”的批评家最后还是予其积极评论。《卫报》（Guardian）道：“我们在读书的过程中学习，去感受人类从地球上消失的好处。”
其他评论家则非常赞成该书环境保护的视角。《南佛罗里达太阳报》（South Florida Sun-Sentinel）的昌西·玛贝（Chauncey Mabe）称该书为“近期最让人满意的环保书籍之一，没有自我辩解、危言耸听或是听厌了的世界毁灭论。”《加西新闻社》（CanWest News Servic）的汤姆·斯皮尔斯（Tom Spears）则认为：“本书自独到的视角出发，已不仅仅是我们的肖像。”“又是，讣告是最好的传记。”

## 风格
这本书的分类为记录文学，但一些评论家强调说，最好将它归类为科幻小说（speculative fiction）。《没有我们的世界》这本书是基于环境和科学方面的新闻报道完成的。像其他关于环境的书籍一样，这本书讨论了人类对地球的影响。威斯曼的思想实验关注的是一个假想的后人类世界，也就没有人类判断和苦难的干扰。以这样的思考方法来完成这类作品，“使焦点全部集中落在地球本身上”，这是一种有创造性、客观的方法。也有其他书籍探讨过类似的主题，比如格雷戈里·本福德（Gregory Benford）1999年的作品——《悠远的时间：千年来人类的交流方式》（Deep Time: How Humanity Communicates Across Millennia）。科幻小说作家如H·G·威尔斯（H.G. Wells）（1898年出版的《星际战争》（The War of the Worlds）的作者）和约翰·温德汉姆（John Wyndham）（1951年出版的《三尖树时代》（The Day of the Triffids）的作者），早前就探讨过，如果人类突然消失，那么城市及其他人造建筑可能的结局。相似的，伯克利（Berkeley）的英语教授乔治·R·斯图尔特（George R. Stewart）1949年的后世界末日科幻小说《地球忍受》（Earth Abides）详细描述的也是人类文明衰落后出现的情况。
也有人说，威斯曼写环境类作品的方法没有给出任何实质性寓意，给出的都是无关紧要的消息，因为他研究的只是一个没有人类存在的未来。威斯曼在解释他的方法时说，去除人的因素就去除了“恐惧因素”，它指的是人们担心做的事实错的，担心自己会死掉，这样读起来才像幻想，这也是作者的本意Spiked网站的乔西·艾普顿（Josie Appleton）将这本书和“今日的自然浪漫化”联系起来，因为书里将“现代消费主义社会的堕落和超脱”和人类对易淘汰物生产的无知联系起来艾普顿还认为，这本书强调了自然力量的随机性，反对“自然善知”（Nature knows best）这个观念。
在威斯曼的科幻新闻风格中，使用对学术和专业权威的采访来证实书中的结论，同时保持一种“冷静、公正的笔调，以一位观察家而不是活动家的口吻来写作”。威斯曼说，他特意避免被贴上活动家的标签，“我们的一些最优秀的科幻和自然作家的作品只有那些和他们持相同看法的人才会阅读。对于你所相信的事能获得一些认可自然是好事，即使这非常严肃，但我还是想写一些东西，人们读了后……不降低已有情况的意义，也不会轻视它，或将它过分简单化。”理查德·福提(Richard Fortey)写这本书的评论时，将它和賈德·戴蒙（Jared Diamond）、蒂姆·弗兰纳里（Tim Flannery）和E·O·威尔森（E.O. Wilson）的作品相比较，写到“《没有我们的世界》险些把读者带入劫数难逃那种情况的无聊中，因为可怜的读者在读了一系列关于人类贪欲的描写后，那样的描写容易对读者产生强烈影响”。《新政治家》（New Statesman）的马克·利纳斯(Mark Lynas)提到“鉴于大多数关于环境的书籍在不断的坏消息的重压下失去吸引力，《没有我们的世界》积极向上，似乎令人耳目一新”。艾普顿在说明关于这个沉闷主题的乐观主义时，援引了本书中一位生态学家的话说“地球既然能从二叠纪中恢复，也就能从人类消失中恢复”。